# Lúcio de Cirene
Lúcio de Cirene foi um dos fundadores da Igreja Cristã em Antioquia (na atual Síria), de acordo com o livro bíblico dos Atos dos Apóstolos, mencionado por nome como um membro da igreja na cidade após a morte do rei Herodes Agripa: «E na igreja que estava em Antioquia havia alguns profetas e doutores, a saber: Barnabé e Simeão chamado Níger, e Lúcio, cireneu, e Manaém, que fora criado com Herodes o tetrarca, e Saulo» (Atos 13:1).
Lúcio é indicado como fundador por uma inferência numa passagem anterior: «E os que foram dispersos pela perseguição que sucedeu por causa de Estêvão caminharam até à Fenícia, Chipre e Antioquia, não anunciando a ninguém a palavra, senão somente aos judeus. E havia entre eles alguns homens cíprios e cirenenses, os quais entrando em Antioquia falaram aos gregos, anunciando o Senhor Jesus» (Atos 11:19–20).
Acredita-se que tenha sido o primeiro bispo de Cirene, colônia grega situada no Norte da África (na atual Líbia).
Um Lúcio também é mencionado Romanos 16:21, porém não é possível determinar se se trata da mesma pessoa.